# Republic Plaza (Singapur)
Republic Plaza je vyšší postmoderní mrakodrap komplexu Republic Plaza v Singapuru. Má 66 nadzemních a 1 podzemní podlaží. Konstrukční výška typického podlaží je 3,95 m a celková výška stavby je 280 metrů. Byl dokončen v roce 1996 podle projektu společnosti Kisho Kurokawa Architects & Associates a vyžádal si investice ve výši 154 288 710 dolarů. Pravidla singapurského leteckého úřadu povolují maximální výšku staveb 280 m, proto se v současnosti dělí o post nejvyšší budovy města společně se stejně vysokými Overseas Union Bank Centre (OUB Centre) a United Overseas Bank Plaza One (UOB Plaza One).